# Dajiankou Shuiku
Dajiankou Shuiku (kinesiska: 大涧口水库) är en reservoar i Kina. Den ligger i provinsen Anhui, i den östra delen av landet, omkring 190 kilometer nordost om provinshuvudstaden Hefei. Dajiankou Shuiku ligger 19 meter över havet. Arean är 2,1 kvadratkilometer. Trakten runt Dajiankou Shuiku består till största delen av jordbruksmark. Den sträcker sig 3,1 kilometer i nord-sydlig riktning, och 2,8 kilometer i öst-västlig riktning.
Genomsnittlig årsnederbörd är 1 294 millimeter. Den regnigaste månaden är juli, med i genomsnitt 289 mm nederbörd, och den torraste är december, med 30 mm nederbörd.